# قصر الأمير جونغ
قصر الأمير جونغ (بالصينية: 恭王府) هو متحف ومكان جذب سياحي يقع شمال بحيرة شيشاهاي مباشرةً في منطقة شيتشنغ، بكين. يتكون القصر من عدة فناءات وحدائق كبيرة على الطراز الصيني.
بني في الأصل لخو شين، وهو مسؤول حظي بمكانة كبيرة من قبل الإمبراطور تشيان لونغ، وتمت تسميت القصر فيما بعد بقصر الأمير جونغ، أمير مانشو ورجل دولة مؤثر من سلالة تشينغ الحاكمة التي سكنت القصر في أواخر القرن التاسع عشر.

## نبذة تاريخية
تم بناء قصر الأمير غونغ سنة 1777 خلال عهد سلالة تشينغ الحاكمة للمسؤول البارز خو شين في عهد الإمبراطور تشيان لونغ. والذي ارتفع شأنه بسرعة في صفوف الإمبراطورية سن مبكرة ليصبح واحدا من كبار وأغنى المسؤولين في البلاط الإمبراطوري. في عام 1799، اتهم خليفة الإمبراطور تشيان لونغ الإمبراطور جيا تشينغ المسؤول البارز خو شين، بالفساد وتم إعدامه ومصادرة ممتلكاته. وتم منح القصر إلى الأمير تشينغ، الابن السابع عشر والأصغر للإمبراطور تشيان لونغ.
في عام 1921، بعد انهيار سلالة تشينغ الحاكمة، عرض حفيد الأمير جونغ بووي ملكية القصر كرهن لكنيسة القديس بنديكت الكاثوليكية. استثمر أنصار كنيسة القديس بنديكت موارد كبيرة لترميم القصر المهدم لاستخدامه كجامعة. كانت تعرف آنذاك باسم جامعة فو جين الكاثوليكية حتى تم إجلاء الكهنة من الصين في عام 1951.
خلال الثورة الثقافية، تم استخدام القصر من قبل مصنع للمكييفات الهوائية في بكين حتى حتى 1980. في عام 1982، تم الإعلان عن القصر كموقع تاريخي وثقافي كبير محمي على المستوى الوطني في بكين. منذ نوفمبر 1996، أصبحت المباني والحدائق منطقة جذب سياحي. تم الانتهاء من أعمال ترميم القصر في 24 أغسطس 2008 خلال دورة الألعاب الأولمبية الصيفية 2008 في بكين.

## أعمال الترميم والرؤى المستقبلية
منذ عام 2005، خضع القصر لتجديد بقيمة 200 مليون يوان صيني. في نوفمبر 2006، بدأت أعمال الترميم على المباني. فأعيد فتح القصر باسم «قصر الأمير جونغ» في 24 أغسطس 2008. يعرض حياة نبلاء مانشو وجوانب من سلالة تشينغ الحاكمة.
في أغسطس 2008، قامت مجموعة kunqu بأداء أوبرا "Jiangsu Kunqu House" في القصر لمدة أسبوع خلال برنامج Floating Dreams.
اشتمل القصر في قائمة المعالم الأثرية لعام 2018 الخاصة بالصندوق العالمي للآثار.

## معرض االصور

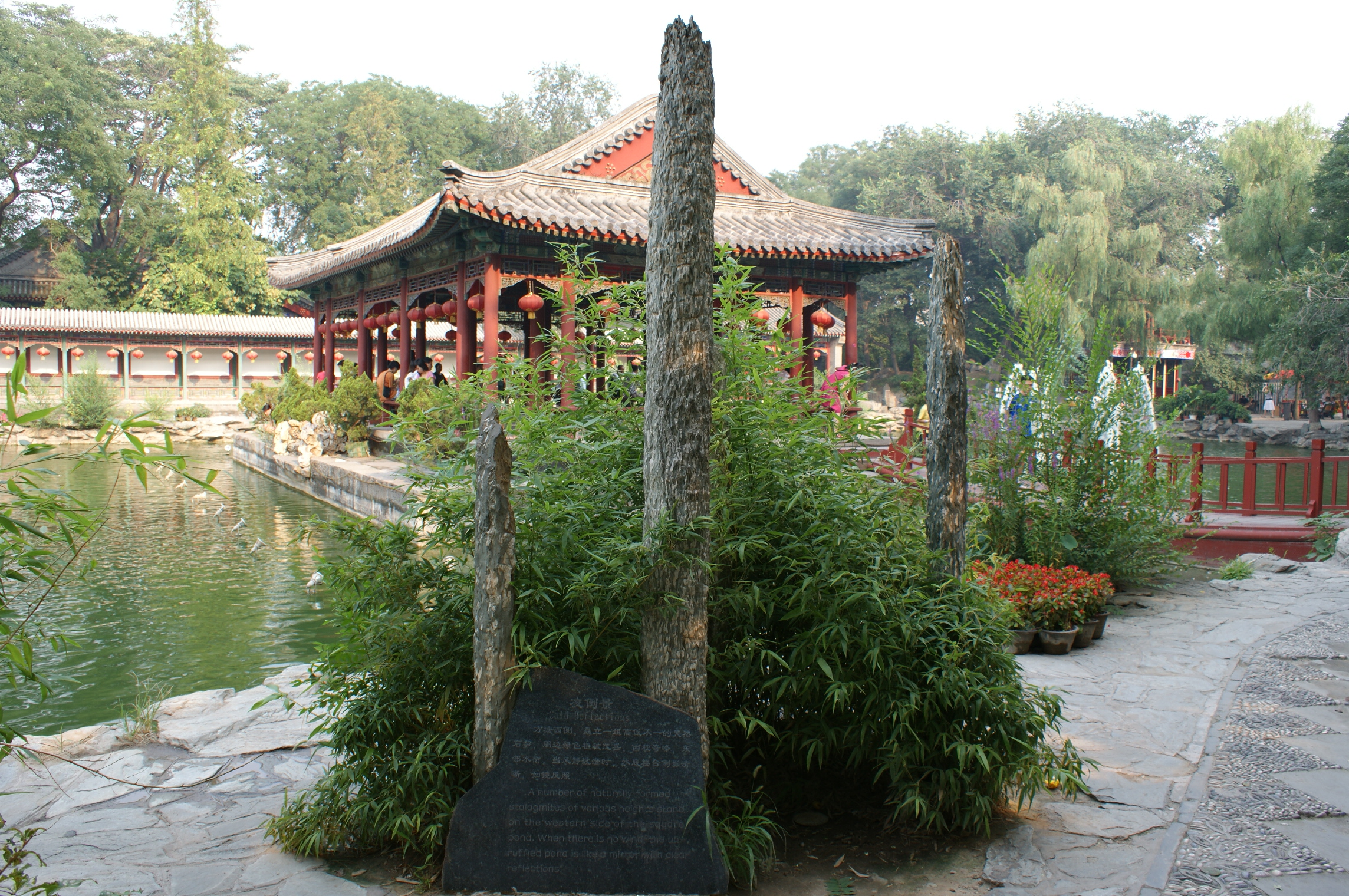
قصر الأمير كونغ
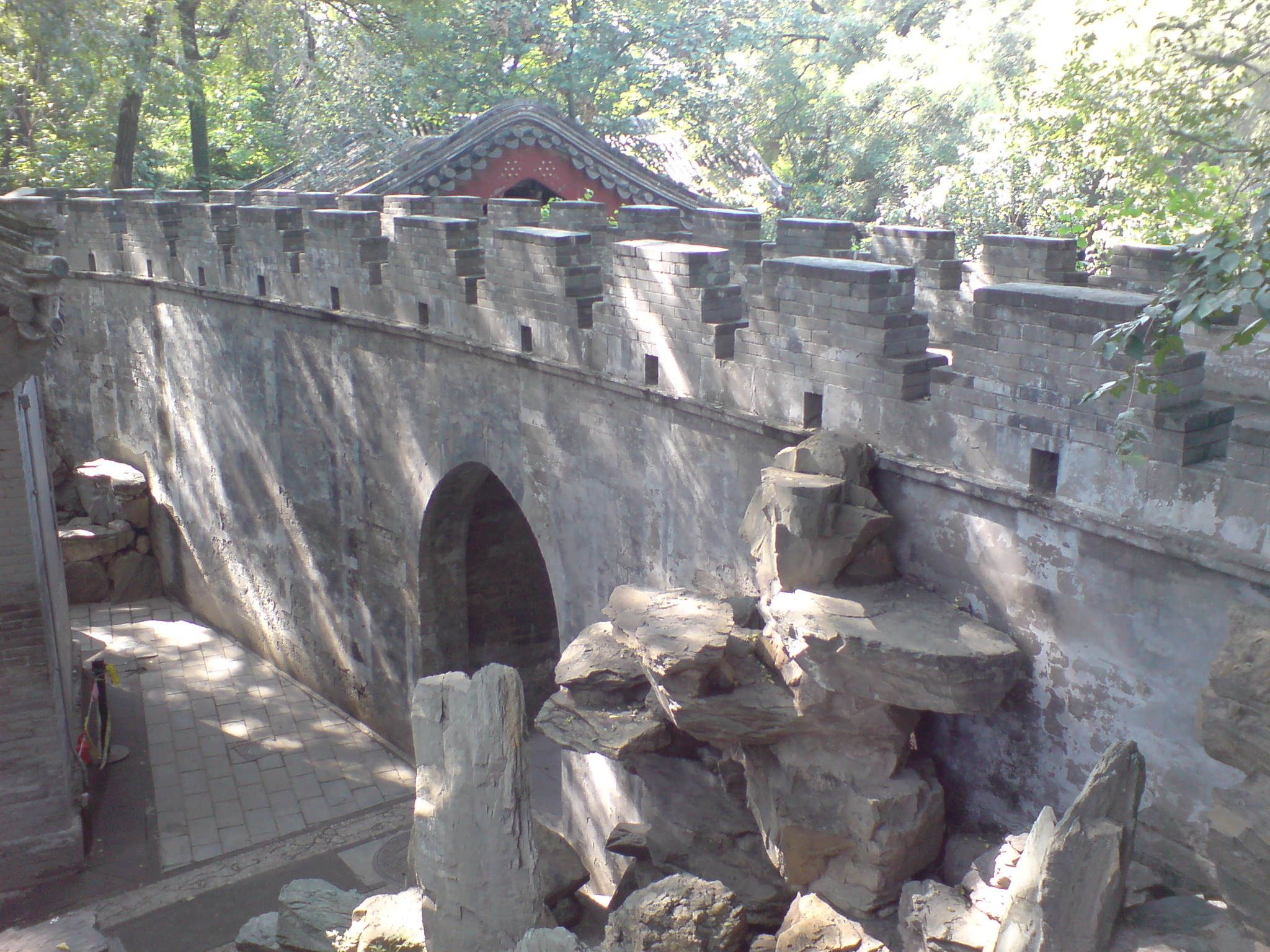
الجدران المحيطة بالقصر
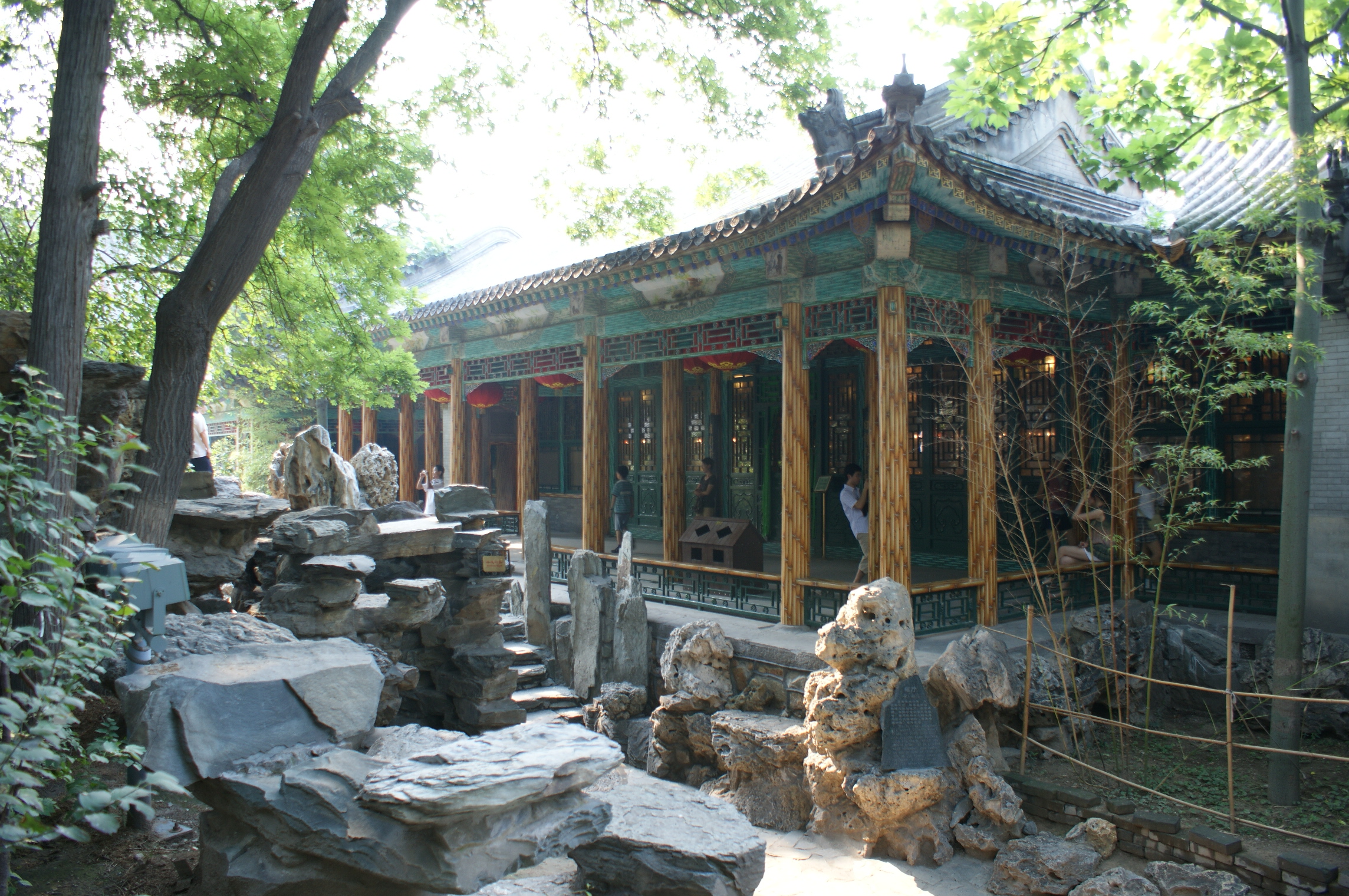
واحدة من العديد من القاعات في القصر
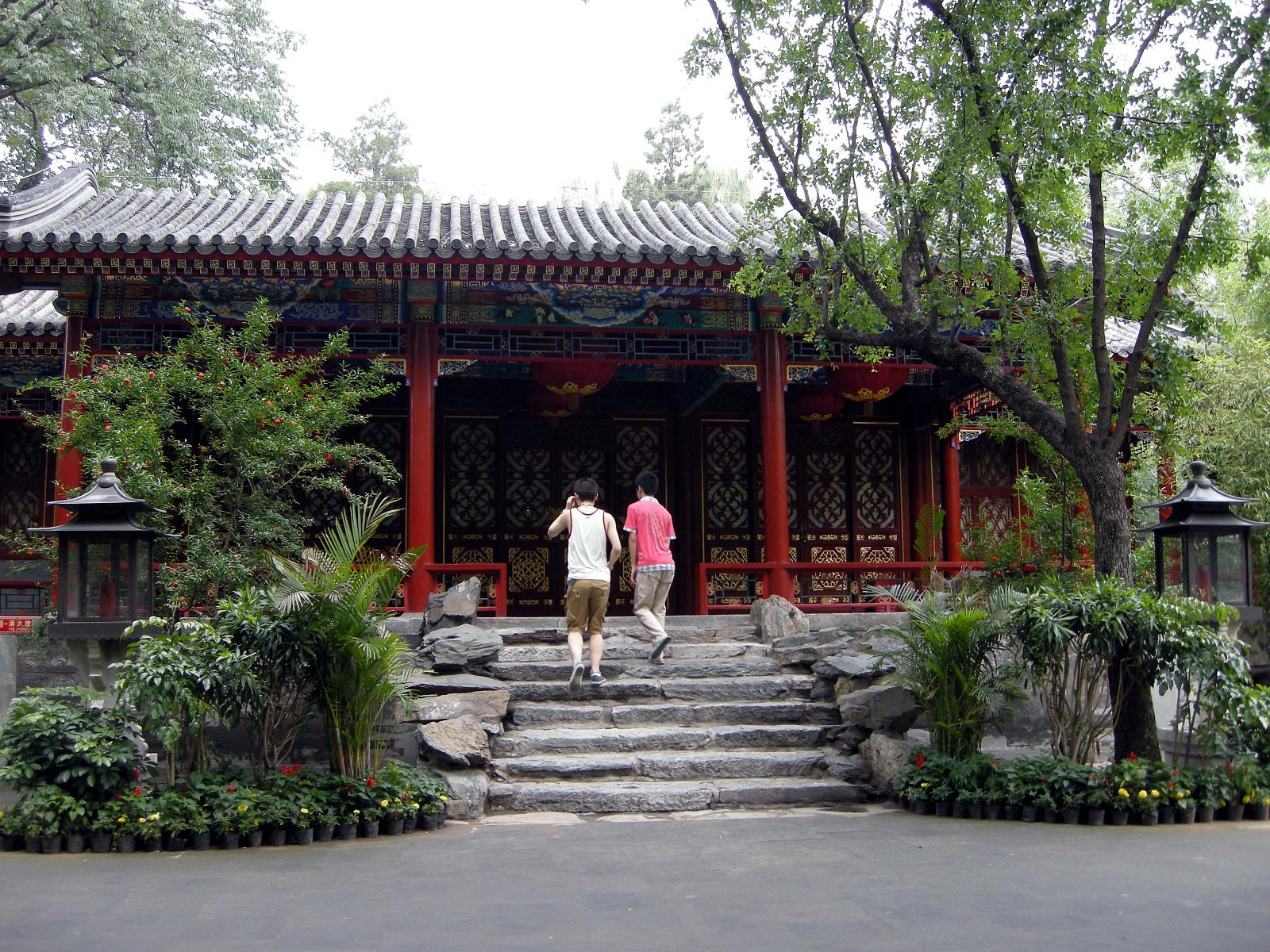
واحدة من البوابات
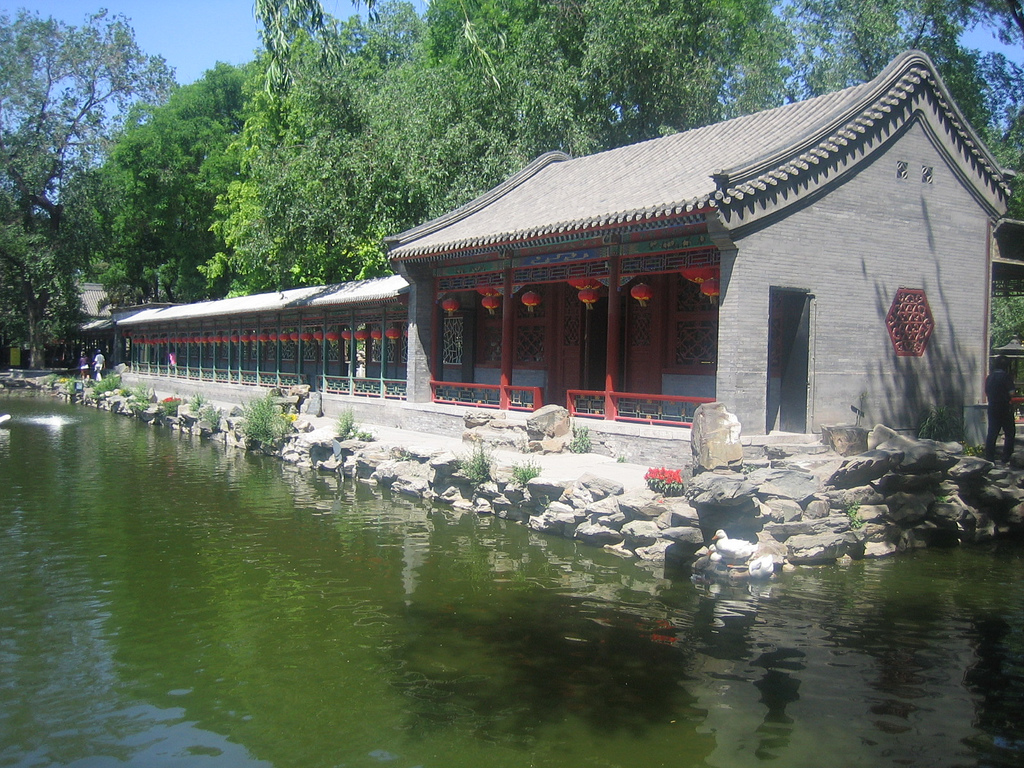
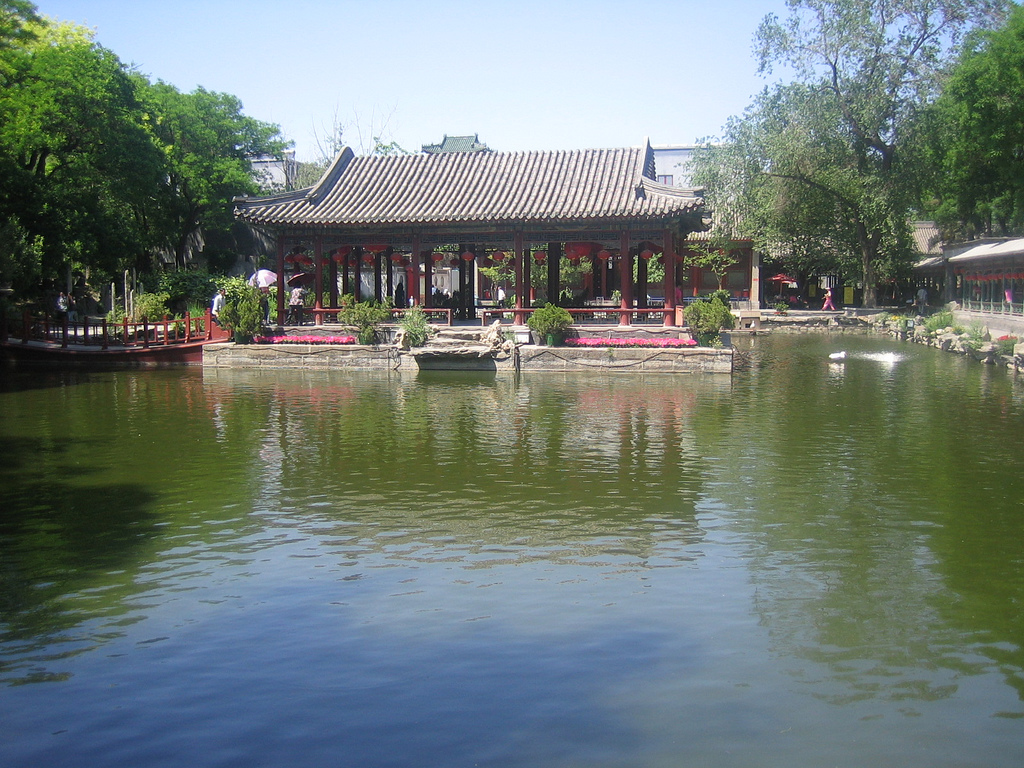
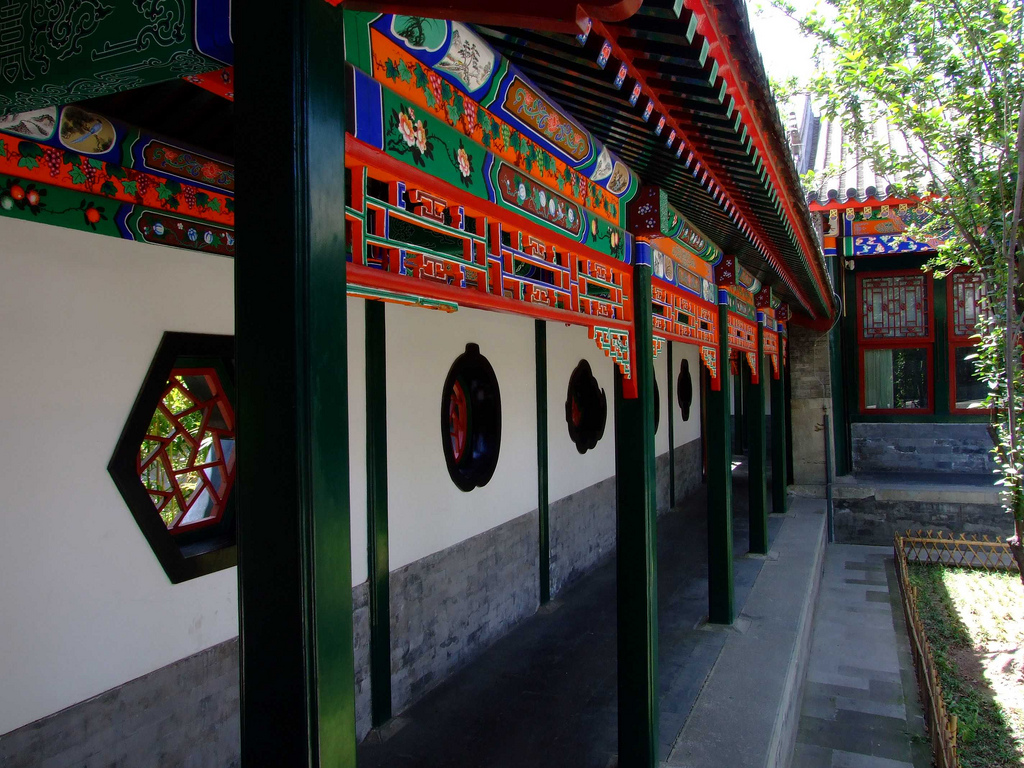
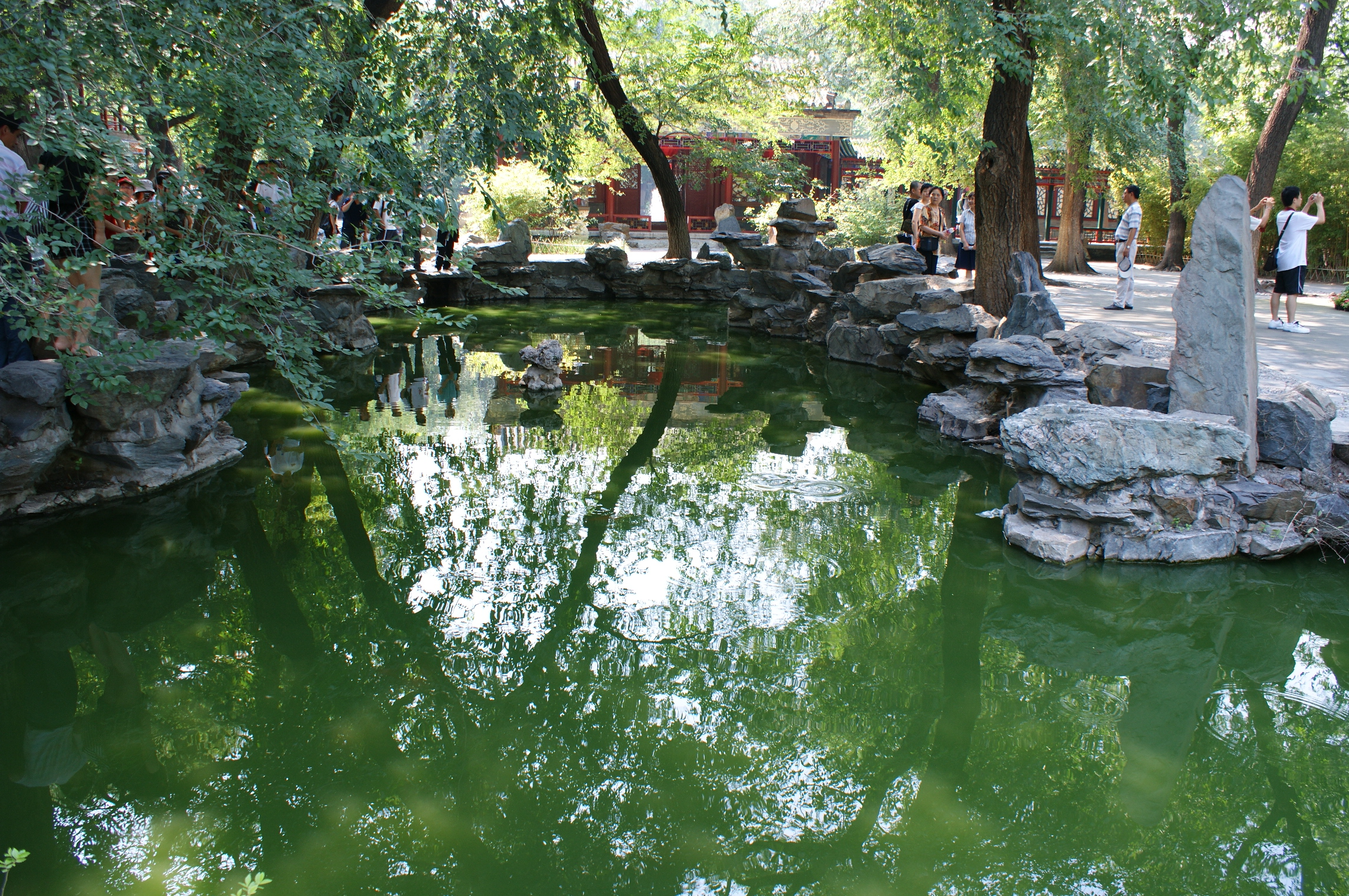